# Reinwardtipicus validus
Reinwardtipicus validus là một loài chim trong họ Picidae.